# Вулиця Богданова (Севастополь)
Вулиця Богданова — вулиця в Нахімовському районі Севастополя, на Північній стороні, між вулицею Челюскінців і шляхом Н06.

## Історія
Вулиця виникла в 1930-х роках і називалася шосе Голландія. 8 червня 1954 року перейменована на вулицю Богданова, на честь Героя Радянського Союзу Богданова Миколи Васильовича, який відзначився в ході Другої оборони Севастополя.
| анотаційна дошка на будинку № 23 |
| Пам'ятний камінь                 |

На будинках № 22 та № 23 цієї вулиці встановлені анотаційні дошки. Також на вулиці, біля Богдановського ринку, встановлений пам'ятний камінь. На камені неправильно вказано рік народження героя і розміщена фотографія Героя Радянського Союзу Рослого Івана Павловича.